# 乔安·蒙代尔
乔安·孟岱尔（英語：Joan Mondale, 1930年8月8日—2014年2月3日），是美国副总统沃尔特·蒙代尔的妻子、1977年至1981年的美国第二夫人。她是一名艺术家、作家、和社会活动家。

## 生平
乔安·亚当出生于俄勒冈州尤金市，进入宾夕法尼亚州米底市的米底朋友学校。1952年，进入麦卡利斯特学院并获历史学位。毕业后她供职于波士顿艺术博物馆和明尼阿波利斯艺术学院。
1955年12月27日，乔安嫁给了明尼阿波利斯市律师沃尔特·蒙代尔。他们有三个孩子，西奥多·蒙代尔、埃莉诺·蒙代尔和威廉·蒙代尔。
1964年，沃尔特·蒙代尔接任休伯特·汉弗莱担任美国参议员，期间被民主党总统候选人吉米·卡特选中担任竞选搭档。之后吉米·卡特胜利当选，沃尔特·蒙代尔担任副总统，乔安也成为美国第二夫人。在1984年，沃尔特·蒙代尔赢得民主党内总统候选人，但最后落选，乔安跟随沃尔特返回明尼苏达州。
2014年2月2日，孟岱尔家族宣称她进入医院接受治疗。次日，乔安在医院离世。

## 书籍
- . 1972. ISBN 978-0822501701.
- . 1984. ASIN B000LGQZPC.
- . 1997. ISBN 978-0966222005.